# Hans-Wolfgang von der Heide-Kattwinkel
Hans-Wolfgang von der Heide-Kattwinkel (* 1954 in Wiesbaden) ist ein deutscher Arzt und Sanitätsoffizier (Admiralarzt a. D.). Zuletzt war er Admiralarzt der Marine im Marinekommando in Rostock.

## Militärische Laufbahn
Hans-Wolfgang von der Heide-Kattwinkel trat 1973 als Soldat auf Zeit beim Flugabwehrbataillon 5 in die Bundeswehr ein. 1975 wurde er als Reserveoffizier entlassen. Von 1976 bis 1979 absolvierte er ein Sportstudium an der Christian-Albrechts-Universität in Kiel. Von 1979 bis 1986 schloss sich ein Studium der Humanmedizin mit Approbation und Promotion in Kiel an. 1986 war er als Assistenzarzt am Institut für Sport-Medizin der Universität Kiel tätig. Danach war er Assistenzarzt für Innere Medizin in Schleswig. Mit dem Wiedereintritt in die Bundeswehr wurde von der Heide-Kattwinkel als Truppenarzt in der Marinefliegersanitätsstaffel des Marinefliegergeschwaders 5 (MFG 5) in Kiel-Holtenau eingesetzt (1988–1990). 1991 absolvierte er die Fliegerarztausbildung am Medical Corps (United States Navy) Operational Training Center (NAMI) in Pensacola (Florida). Von 1991 bis 1993 erhielt er seine Facharztausbildung Allgemeinmedizin am Bundeswehrkrankenhaus Kiel in Kronshagen.
Von 1993 bis 1997 war von der Heide-Kattwinkel Staffelchef der Marinefliegersanitätsstaffel des MFG 5. Im Anschluss war er bis 2002 Leiter des Sanitätsdienstes in der Flottille der Marineflieger. Von 2002 bis 2005 war er als Abteilungsleiter G 3 im Sanitätskommando I in Kiel eingesetzt. Anschließend war er bis 2012 Gruppenleiter Sanitätsdienst und stellvertretender Admiralarzt Marine im Flottenkommando in Glücksburg. Während dieser Zeit nahm er am Senior Course des NATO Defence College in Rom teil.
Zum 1. Juli 2012 übernahm von der Heide-Kattwinkel den Dienstposten Admiralarzt der Marine, gleichzeitig Abteilungsleiter im Flottenkommando. Mit der Umgliederung der Marine zum Herbst 2012 blieb er Admiralarzt der Marine, wechselte aber als Abteilungsleiter Sanitätsdienst in das neue Marinekommando in Rostock. Am 17. März 2016 übergab er sein Amt an Stephan Apel, um mit Ablauf des Monats März 2016 in den Ruhestand zu treten.